# Lãnh Khiêm
Lãnh Khiêm (chữ Hán: 冷谦), tự Khải Kính (启敬) hoặc Khởi Kính (起敬), đạo hiệu Long Dương tử, người Vũ Lăng , dời nhà đến Gia Hưng , đạo sĩ, nhà âm nhạc, nhà dưỡng sanh học rất có ảnh hưởng vào cuối đời Nguyên, đầu đời Minh.

## Sự nghiệp

### Âm nhạc
Minh sử 61, Chí 37, Nhạc 1 chép: ... năm ấy (1364) (Minh Thái Tổ) đặt Thái Thường tư, có thuộc quan là các chức Hiệp luật lang... Người cuối đời Nguyên là Lãnh Khiêm, giỏi âm nhạc, quen gẩy đàn Sắt, mượn cớ tu đạo lánh ở Ngô Sơn . (Minh Thái Tổ) triệu làm Hiệp luật lang, lệnh cho tham gia việc phổ nhạc, để Nhạc sanh luyện tập... (Minh Thái Tổ) bèn khảo xét Nhã nhạc của 4 miếu (4 đời cha, ông, cụ, kỵ của Hoàng đế), mệnh cho Khiêm định rõ âm luật cùng các thứ Biên chung (chuông), Biên khánh (khánh), rồi định ra thể chế của việc ca múa.
Ông là người đặt nền móng cho lễ nhạc đời Minh. Từng trước tác 1 quyển cầm phổ Thái cổ di âm, do Tống Liêm viết lời tự, nay không còn; lại trước tác Cầm thanh thập lục pháp, nay vẫn còn, luận về 16 phạm trù mỹ học trong âm nhạc.

### Dưỡng sanh học
Tương truyền Lãnh Khiêm vào đầu đời Minh đã gần trăm tuổi , đúc kết từ kinh nghiệm bản thân và lý luận Đạo giáo, Lãnh Khiêm đã trước tác Tu linh yếu chỉ, trong sách hướng dẫn các phương pháp tập luyện dưỡng sanh đơn giản, kết hợp phép Án ma (xoa bóp) và phép Đạo dẫn để phòng bệnh, trị bệnh.
Tu linh yếu chỉ cùng Nhiếp sanh tiêu tức luận của Khâu Xử Cơ (đời Nguyên), Vật dược nguyên thuyên và Thọ nhân kinh của Uông Ngang (đời Thanh), Duyên niên cửu chuyển pháp của Phương Khai (đời Thanh), cả thảy 5 bộ sách, đã được Diệp Chí Sân tập hợp trong bộ tùng thư dạy dưỡng sanh là Di thân tập, phát hành vào năm 1852, đến nay vẫn còn bản in có từ đời Thanh.

## Dị sự
Từ đời Minh đến đời Thanh, dị sự về Lãnh Khiêm được lưu truyền vô số. Vài câu chuyện tiêu biểu như sau:

### Bức tranh "Bồng Lai tiên dịch"
Đầu những năm Trung Thống (1260 – 1263) nhà Nguyên, Lãnh Khiêm cùng người Hình Đài là Lưu Bỉnh Trung theo thiền sư Hải Vân du ngoạn, không sách nào không đọc, hiểu biết sâu sắc từ Kinh Dịch cho đến Hoàng cực kinh thế của Thiệu Ung, các môn thiên văn, địa lý, luật lịch đều thông thạo. Trong những năm Chí Nguyên (1264 – 1294), Bỉnh Trung làm quan nhà Nguyên, ông bèn bỏ Phật theo Nho, vui chơi ở Sáp Xuyên , cùng Triệu Mạnh Phủ thăm Vệ vương phủ, trông thấy bức tranh Lý tướng quân, chợt nảy ra ý muốn học vẽ. Hơn tháng sau, sông núi, con người,... ông đều thể hiện rất sống động, thành ra nhờ tài vẽ mà nổi tiếng. Đến Hoài Dương, gặp dị nhân, uống "trung hoàng đại đan", sang đời Minh thì đã một trăm mấy chục tuổi, tóc đen mặt đỏ, như thời trai tráng .
Bồng Lai tiên dịch đồ (tranh Tiên Bồng Lai đánh cờ) của ông được xem là thần vật, lại có đề tặng của Trương Tam Phong, thành ra sở hữu bút tích của 2 vị tiên, giá trị phi thường. Lý Tây Nguyệt - Trương Tam Phong chân nhân toàn tập được đưa vào Bành Định Cầu – Đạo tàng tập yếu cũng nhắc đến bức tranh này.

### Vào bình tránh tội
Có người bạn nghèo đến xin giúp đỡ, Lãnh Khiêm bèn vẽ lên tường một cái cửa, nói người bạn đẩy cửa, thì cửa tự mở. Người bạn bước vào, thấy vàng bạc đầy ních, chính là kho báu của triều đình. Người bạn lấy vàng bạc ra dùng, về sau việc bị bại lộ, quan sai đến bắt, Lãnh Khiêm trốn vào một cái bình. Quan binh đưa cái bình đến trước mặt hoàng đế, hoàng đế hỏi gì thì ông đáp nấy. Hoàng đế nói: "Ngươi ra đây, trẫm không giết ngươi." Đáp: "Thần có tội, không dám ra." Hoàng đế giận, đập vỡ cái bình, những mảnh vỡ đều vang vang tiếng trả lời của Lãnh Khiêm .
Tương truyền trong những năm Vĩnh Lạc (1403 – 1424) thời Minh Thành Tổ, Lãnh Khiêm hóa hạc lên tiên. Từ Thấm (đời Thanh) - Minh họa lục quyển 2, Lãnh Khiêm truyện nhận xét: "Đời truyền ông hóa hạc, vào bình, việc rất là quỷ dị".